# Trollius lilacinus
Trollius lilacinus är en ranunkelväxtart som beskrevs av Aleksandr Andrejevitj Bunge. Trollius lilacinus ingår i släktet smörbollssläktet, och familjen ranunkelväxter. Inga underarter finns listade i Catalogue of Life.